# Lincoln Riley
Lincoln Michael Riley (Lubbock, Texas; 5 de septiembre de 1983) es un ex jugador y entrenador de fútbol americano universitario.

## Trayectoria

### Vida temprana
Riley corrió en carreras de atletismo en la Muleshoe High School de Muleshoe, una pequeña ciudad de unos 5.000 habitantes en el oeste de Texas. Comenzó su carrera en la escuela secundaria como extremo defensivo y se convirtió en mariscal de campo en sus temporadas junior y senior. Riley jugó como mariscal de campo en la Universidad de Texas Tech en 2002, detrás del titular y futuro entrenador de Texas Tech, Kliff Kingsbury, y del suplente B. J. Symons.

### Carrera de entrenador
En 2003, Riley se convirtió en asistente estudiantil de Mike Leach, progresando gradualmente hasta llegar a asistente  y luego a entrenador de receptores. Después de su salida de Texas Tech cuando fue despedido Mike Leach, Riley pasó a servir cinco temporadas como coordinador ofensivo en la Universidad de Carolina del Este bajo la supervisión de Ruffin McNeill .

#### Oklahoma
Riley fue contratado por Bob Stoops para ser el coordinador ofensivo de los Oklahoma Sooners el 12 de enero de 2015.
En su primera temporada en Oklahoma, Riley llevó a los Sooners a la séptima ofensiva clasificada en el país y al las Eliminatorias de fútbol Americano Universitario  . También ganó el premio Broyles, galardonado con el mejor entrenador asistente del país.
El 7 de junio de 2017, Bob Stoops se retiró como entrenador en jefe y Riley fue nombrado su sucesor. En la temporada 2017, Riley, liderado por el ganador de Heisman, Baker Mayfield, llevó a su equipo al campeonato de la conferencia Big 12, un puesto No. 2 en el ranking de Eliminatorias de fútbol Americano Universitario y un lugar en uno de los juegos de semifinales CFP en el Rose Bowl. Oklahoma pasó a perder el Rose Bowl de 2018 ante Georgia, en doble, tiempo extra 54-48. Fue la primera de tres temporadas 12-2 consecutivas para los Sooners bajo la dirección de Riley. Además, OU ganó el campeonato Big 12 Championship  2017, ganó el Juego de campeonato Big 12 Championship 2018, ganó el Juego de campeonato Big 12 Championship 2019 y ganó el Juego de campeonato Big 12 Championship 2020, todo esto durante la dirección de Riley . A partir del día en que se fue, Oklahoma (y Riley) habían ganado los cuatro revividos del Juego de campeonato Big 12 Championship  desde que la conferencia comenzó a jugarlo nuevamente. Sin embargo, los Sooners ya habían sido eliminados de la contienda por el  d para la temporada 2021 y también pronto se mudarían a una nueva conferencia de todos modos.

Riley terminó su dirección en Oklahoma con un récord de 55-10 y el porcentaje de victorias más alto en la historia de los entrenadores en el programa OU . En su relativamente breve tiempo allí, fue mentor de dos mariscales de campo que ganaron el Trofeo Heisman : Baker Mayfield y Kyler Murray en temporadas consecutivas. Otro que no ganó el trofeo, Jalen Hurts, pasó a una carrera inmediatamente exitosa en la NFL como mariscal de campo profesional titular para los Philadelphia Eagles.
Fox Sports Radio y otras fuentes informaron que Riley estaba descontento con la decisión de Oklahoma de mudarse a la Conferencia Sureste (CSE) desde su hogar tradicional en la Conferencia Big 12  El director atlético de OU, Joe Castiglione, respondió que Riley había estado "a bordo" con el cambio de Oklahoma a la SEC.

#### Universidad del Sur de California
El 28 de noviembre de 2021, Riley fue nombrado el trigésimo entrenador principal del programa de fútbol americano Trojans de la Universidad de del Sur de California (USC en inglés) en sustitución de Clay Helton .

## Contra sus rivales

### Con los Sooners de Oklahoma
Riley dejó Oklahoma con un récord de carrera de 10-2 contra los rivales de fútbol más grandes de los Sooners.

#### Texas
Riley ganó sus últimos cuatro juegos consecutivos en esta famosa rivalidad nombrada pelea de sangre con Texas  y sus Longhorns, y se fue con un récord de 5-1. Su única derrota fue en su segundo año (2018), pero sus Sooners pronto se vengaron en el Juego de Campeonato Big 12 Championship 2018, derrotando al mismo equipo de Texas ese mismo año con un campeonato de conferencia en juego. Esta fue la primera vez que Oklahoma y Texas jugaron dos veces en el mismo año desde 1903 (y es poco probable que vuelva a ocurrir, ya que ambos programas pronto se mudarán a la Conferencia del Oeste).

#### Estado de Oklahoma
Riley terminó 4-1 contra los rivales del mismo estado, los Oklahoma State Cowboys . Sus Sooners solo perdieron su último juego contra los Cowboys, que colocó al No. 7 OSU en su primer Juego de Campeonato Big 12 Championship y se jugó solo un día antes de que Riley tomara el puesto con los Trojans.

#### Nebraska
La una vez famosa rivalidad de fútbol entre Nebraska y Oklahoma contra los Cornhuskers se jugó solo una vez durante el mandato de Riley. Sus Sooners ganaron su único juego de rivalidad, en 2021, su marca final fue de 23-16.

### Con los Troyanos

#### Notre Dame
Riley aún tiene que protagonizar la lucha contra los Irlandeses. No tendrá la oportunidad de enfrentarse al entrenador con más victorias en la historia de Notre Dame, ya que solo dos días después de que Riley fuera anunciado como el nuevo entrenador de la USC, el veterano entrenador principal de 12 años Brian Kelly uno de los mayores rivales de los troyanos, renunció y dejó el cargo para ser el nuevo entrenador en LSU Tigers football de la Universidad de Louisiana. La prensa unía regularmente los dos movimientos como parte de la creciente y preocupante naturaleza de "gran negocio " del fútbol universitario .
Los "Golden Domers" tenían una ventaja histórica de 12 juegos en la rivalidad, y también habían ganado los últimos cuatro juegos consecutivos contra los Trojans antes de la contratación de Riley.

#### Universidad de California en los Ángeles UCLA
Riley aún tiene que jugar contra los Bruins. Esta es la rivalidad entre ciudades y dentro del estado más importante para la UCS. Si bien la UCS tiene históricamente la ventaja, los dos programas estaban 5-5 uno contra el otro en la década anterior a la contratación de Riley.

#### Stanford
Riley aún tiene que jugar contra Stanford, en la rivalidad más antigua de los Trojans. Si bien la UCS nuevamente ha tenido la ventaja histórica, Stanford igualó las probabilidades a lo largo del siglo XXI antes de la contratación de Riley, ya que los troyanos solo habían tenido un 11-13 contra Stanford desde 1999.

## Vida personal
Riley se graduó en la Universidad Tecnológica de Texas en 2006 con una licenciatura en ciencias del ejercicio y el deporte. Él y su esposa Caitlin tienen dos hijas, llamadas Sloan y Stella.
Su hermano menor, Garrett Riley, actualmente se desempeña como coordinador ofensivo en la Universidad Metodista del Sur y anteriormente fue entrenador de corredores de los Apalaches de Montaña de la Universidad del mismo nombre en Carolina del Norte .

## Historial como entrenador principal
| Año | Equipo                                                | General                                               | Conferencia                                           | Posición                                              | Bowl/Eliminatorias                                    | Entrenadores#                                         | APo                                                   |
| Oklahoma Sooners (Conferencia del Big 12) (2017-2021) | Oklahoma Sooners (Conferencia del Big 12) (2017-2021) | Oklahoma Sooners (Conferencia del Big 12) (2017-2021) | Oklahoma Sooners (Conferencia del Big 12) (2017-2021) | Oklahoma Sooners (Conferencia del Big 12) (2017-2021) | Oklahoma Sooners (Conferencia del Big 12) (2017-2021) | Oklahoma Sooners (Conferencia del Big 12) (2017-2021) | Oklahoma Sooners (Conferencia del Big 12) (2017-2021) |
| --- | ----------------------------------------------------- | ----------------------------------------------------- | ----------------------------------------------------- | ----------------------------------------------------- | ----------------------------------------------------- | ----------------------------------------------------- | ----------------------------------------------------- |
| 2017 | Oklahoma                                              | 12-2                                                  | 8-1                                                   | 1ro.                                                  | L Rose Bowl †                                         | 3                                                     | 3                                                     |
| 2018 | Oklahoma                                              | 12-2                                                  | 8-1                                                   | 1ro.                                                  | L Orange Bowl †                                       | 4                                                     | 4                                                     |
| 2019 | Oklahoma                                              | 12-2                                                  | 8-1                                                   | 1ro.                                                  | L Peach Bowl †                                        | 6                                                     | 7                                                     |
| 2020 | Oklahoma                                              | 9-2                                                   | 6-2                                                   | 2do.                                                  | W Cotton Bowl †                                       | 6                                                     | 6                                                     |
| 2021 | Oklahoma                                              | 10-2                                                  | 7-2                                                   | T-2do.                                                |                                                       |                                                       |                                                       |
| Oklahoma: | Oklahoma:                                             | 55-10                                                 | 37-7                                                  |                                                       |                                                       |                                                       |                                                       |
| USC Trojans (Conferencia 12 Pac) (2022 - actual) |                                                       |                                                       |                                                       |                                                       |                                                       |                                                       |                                                       |
| 2022 | USC                                                   | 0-0                                                   | 0-0                                                   |                                                       |                                                       |                                                       |                                                       |
| USC: | USC:                                                  | 0-0                                                   | 0-0                                                   |                                                       |                                                       |                                                       |                                                       |
| Total | Total                                                 | 55-10                                                 |                                                       |                                                       |                                                       |                                                       |                                                       |
| † Indica el Campeón Nacional de División. (CFP / New Years´ Six bowl) # Clasificaciones de la Encuesta Final de los entrenadores (coaches poll) 0 Clasificacion de la Prensa Asociada (AP Poll) |                                                       |                                                       |                                                       |                                                       |                                                       |                                                       |                                                       |